# HMS Dreadnought (1573)
La Dreadnought fu un galeone della Royal Navy costruito da Mathew Baker e varato nel 1573. Al pari della nave omonima del 1906, fu un vascello rivoluzionario per l'epoca. 

## Storia
La promozione a tesoriere della marina di John Hawkins (1577) portò alla costruzione di un nuovo tipo di galeoni, i c.d. "galeoni da corsa" con un numero di ponti ridotto e senza gli alti castelli di prua e poppa comuni nei precedenti galeoni. La Dreadnought fu la seconda nave di questo tipo ad essere costruita, dopo la Foresight del 1570. Queste navi erano di conseguenza più veloci e agili delle contemporanee navi da guerra spagnole.
La Dreadnought prese parte a vari scontri durante il lungo conflitto navale che vide contrapposte Inghilterra e Spagna tra la fine del XVI secolo e l'inizio del XVII. Agli ordini del Capitano Thos Fenner, prese parte alla spedizione di Francis Drake che razziò Cadice nella primavera del 1587 e combatté contro l'Invincible Armada nel 1588. Venne ricostruita e modificata radicalmente per la prima volta nel 1592, mentre nel 1596 partecipò ad una nuova spedizione contro Cadice, catturata dalle forze anglo-olandesi. Nel 1599 si trovava nel canale della Manica agli ordini di George Fenner, mentre nei 1601 si trovava sul Tamigi.
Il 2 giugno 1602, al comando di Ed Manwaring, prese parte alla cattura della caracca portoghese Sao Valentinho a Sesimbra. Nel 1603, con la fine delle ostilità, rimase nella Manica. Fu  ricostruita nuovamente a Deptford nel 1614, ridotta a 32 cannoni.
Nel 1625, ricominciata la guerra con la Spagna, prese parte ad un'ulteriore spedizione contro Cadice inquadrata nella flotta di Edward Cecil. Nel 1628 partecipò ad un fallito tentativo di rompere l'assedio della roccaforte di La Rochelle dal mare.
Nel 1637 era nella flotta del conte di Northumberland nel Mare del Nord.
Fu demolita nel 1648.